# V (EP)
V – debiutancki minialbum piosenkarki Dziarmy. Wydawnictwo ukazało się 18 grudnia 2019 roku nakładem wytwórni muzycznej 2020.
Za produkcję odpowiadają: 帰国者, barvinsky oraz UPNDWN.

## Lista utworów
Opracowano na podstawie materiału źródłowego.
| Nr | Tytuł utworu | Słowa               | Muzyka            | Długość |
| -- | ------------ | ------------------- | ----------------- | ------- |
| 1. | „PLIK”       | Agata Dziarmagowska | 帰国者            | 3:53    |
| 2. | „DEMONY”     | Agata Dziarmagowska | 帰国者            | 3:38    |
| 3. | „ZEPSUTY”    | Agata Dziarmagowska | barvinsky, UPNDWN | 2:39    |
| 4. | „LICZI”      | Agata Dziarmagowska | 帰国者            | 4:01    |
| 5. | „BO$$ B!TCH” | Agata Dziarmagowska | 帰国者            | 2:50    |
|    |              |                     |                   | 17:01   |